# Harry Smith (rugby à XIII)
Pour les articles homonymes, voir Harry Smith.

a Compétitions nationales et continentales officielles uniquement.

b Matchs officiels uniquement.
Harry Smith, né le 25 janvier 2000 à Widnes (Angleterre), est un joueur de rugby à XIII international anglais évoluant au poste de demi d'ouverture ou de demi de mêlée dans les années 2010 et 2020.
Formé au sein du club des Wigan Warriors, il réalise ses débuts avec ce club dès la saison 2019 avant d'être prêté aux Swinton Lions et London Skolars. Il est appelé régulièrement au sein de Wigan à partir de la saison 2020 puis devient titulaire lors de la saison 2021. Il dispute la finale de la Super League en 2020 et remporte la Challenge Cup 2022, devenant parallèlement l'un des meilleurs réalisateurs de la Super League.
Grâce à ses performances en club, il est sélectionné en équipe d'Angleterre à partir de 2023 avec une rencontre face à la France où il y marque 22 points.

## Palmarès
- Collectif :
  - Vainqueur de la Super League : 2023 et 2024 (Wigan).
  - Vainqueur de la Challenge Cup : 2022 et 2024 (Wigan).
  - Finaliste de la Super League : 2020 (Wigan).

### Détails en sélection
| Matchs internationaux d'Harry Smith | Matchs internationaux d'Harry Smith | Matchs internationaux d'Harry Smith | Matchs internationaux d'Harry Smith | Matchs internationaux d'Harry Smith | Matchs internationaux d'Harry Smith | Matchs internationaux d'Harry Smith | Matchs internationaux d'Harry Smith | Matchs internationaux d'Harry Smith | Matchs internationaux d'Harry Smith | Matchs internationaux d'Harry Smith | Matchs internationaux d'Harry Smith |
|                                     | Date                                | Adversaire                          | Résultat                            | Compétition                         | Poste                               | Points                              | Essais                              | Pen.                                | Drops                               |                                     |                                     |
| ----------------------------------- | ----------------------------------- | ----------------------------------- | ----------------------------------- | ----------------------------------- | ----------------------------------- | ----------------------------------- | ----------------------------------- | ----------------------------------- | ----------------------------------- | ----------------------------------- | ----------------------------------- |
| sous les couleurs de la France      |                                     |                                     |                                     |                                     |                                     |                                     |                                     |                                     |                                     |                                     |                                     |
| 1.                                  | 29 avril 2023                       | France                              | 64-0                                | Test-match                          | Demi de mêlée                       | 22                                  | 1                                   | 9                                   | -                                   |                                     |                                     |

### Détails

#### En club
| Saison | Club           | Compétition  | Matchs | Points | Essais | Buts | Drop |
| ------ | -------------- | ------------ | ------ | ------ | ------ | ---- | ---- |
| 2019   | Wigan Warriors | Super League | 1      | 6      | 1      | 1    | -    |
| 2020   | Wigan Warriors | Super League | 15     | 14     | 3      | -    | 2    |
| 2021   | Wigan Warriors | Super League | 26     | 74     | 3      | 31   | -    |
| 2022   | Wigan Warriors | Super League | 24     | 190    | 6      | 91   | 2    |
| 2023   | Wigan Warriors | Super League | 26     | 190    | 4      | 86   | 2    |